# Rusala
Rusala (bułg. Русаля) – wieś w Bułgarii, w obwodzie Wielkie Tyrnowo, w gminie Wielkie Tyrnowo. W 2024 roku liczyła 271 mieszkańców.